# Hracholusky (Roudnice nad Labem)
Hracholusky je bývalá osada, dnes základní sídelní jednotka města Roudnice nad Labem v okrese Litoměřice. Nachází se asi 1 km na jih od centra Roudnice nad Labem. Mezi lety 1869 a 1921 byly uváděny jako osada obce Roudnice nad Labem. Na železniční trati Roudnice nad Labem – Zlonice se nachází zastávka Roudnice nad Labem-Hracholusky.